# Onthophagus schunckei
Onthophagus schunckei là một loài bọ cánh cứng trong họ Bọ hung (Scarabaeidae).